# 芦田淳
芦田 淳（あしだ じゅん、1930年8月21日 - 2018年10月20日）は、日本のファッションデザイナー。株式会社ジュンアシダ創業者。
上皇后美智子の皇太子妃時代における専任デザイナーを務めたことで知られている。アトランタオリンピック日本選手団の公式ユニフォームや、全日空など有名企業の制服も多数手かげた。師匠はイラストレーターの中原淳一。

## 人物・来歴
1930年、日本統治時代の朝鮮全羅北道全州において、京都府出身の両親のもとに生まれる。本名は淳（あつし）。8人兄弟の末っ子で、当時、父親は京都府丹後地方の実家から日本統治下の朝鮮に渡り病院を開業していた。1941年、父親の急逝を受け家族で日本に引き揚げる。1950年、東都高等学校（現・東京高等学校）卒業。その後、中原淳一に師事、2年間秘書を務める。
1960年、髙島屋の顧問デザイナー（1975年まで）、帝人の顧問デザイナーに就任。1963年、有限会社テル工房（現：ジュン アシダ）をオープン、プレタポルテの製作販売を始める。1966年、当時の皇太子妃美智子の専任デザイナーとなる。以降、1976年まで10年間務める。1976年、銀座みゆき通りに、自社ビル店鋪「ブティック・アシダ銀座」をオープン。1977年、パリ事務所を開設。1977年から1979年までパリ・コレクションに参加。1978年、テル工房を株式会社ジュンアシダに変更。1989年、パリのフォーブル・サントノーレ街にブティック「アシダパリ」をオープン。
1993年、皇太子徳仁親王妃雅子の御成婚衣装を拝命。1993年、代官山フォーラムに「ブティック・アシダ本店」オープン。1994年、広島アジア大会、日本選手団の公式ユニフォームをデザイン。1994年、社団法人科学技術国際交流センターに芦田基金を設立。1996年、アトランタオリンピック、日本選手団の公式ユニフォームをデザイン。2001年、会社の生産管理・縫製部門を分社し、株式会社ジュンアシダ生産本部を設立。
2013年10月4日、会社設立50年を迎え、後事を女婿である山東英樹に託し株式会社ジュンアシダ代表取締役会長に退いた。2018年10月20日21時32分、肺炎のため東京都の自宅で死去。88歳没。

## 係累
妻は株式会社ジュンアシダ代表取締役会長の芦田友子（あしだ ともこ、1933年1月22日 - ）。次女は同じくファッションデザイナーの芦田多恵。次女の夫は山東昭子の甥。

## 主なユニフォームデザイン
- 全日空 - 4代目（1970年-1974年）、7代目（1982年-1990年）、8代目（1990年-2005年）。
- 帝国ホテル - 1990年-2007年8月。

## 受賞・受章歴
- 1971年 - FEC（ファッション・エディターズ・クラブ）賞
- 1987年 - イタリア、功労勲章カバリエーレ章
- 1991年 - 紫綬褒章
- 2000年 - フランス、国家功労勲章オフィシエ章
- 2003年 - イタリア、功労勲章カヴァリエーレ・ウフィチャーレ章
- 2006年 - 旭日中綬章[11]
- 2006年 - ルクセンブルク、国家功労章オフィシエ章
- 2010年 - フランス、芸術文化勲章オフィシエ[12]

## 書籍

### 著書
- 『僕は、ヤングマン』文化出版局、1986年
- 『Jun Ashida : デザイナーの30年』婦人画報社 1993
- 『髭のそり残し』徳間文庫、1998　 角川学芸出版、2013年。ISBN 978-4046532855。
- 『透明な時間』角川学芸出版、2010年。ISBN 978-4046214560。
- 『人通りの少ない道-私の履歴書』 日本経済新聞出版社、2011年。ISBN 978-4532316617。

### 関連書籍
- 写真集 『jun ashida-デザイナーの30年』 婦人画報社、1993年。ISBN 978-4573141124。